# 赵贺 (1992年)
赵贺（1992年2月—），吉林长春人，汉族，中国共产党党员。中国人民武装警察部队人物、第十三届全国人民代表大会解放军和武警部队代表。

## 生平
2018年，赵贺被选为解放军和武警部队出席第十三届全国人民代表大会代表。2022年时，赵贺担任中国人民武装警察部队第一机动总队某中队指导员。